# کارکس نیگرا
کارکس نیگرا (نام علمی: Carex nigra) نام یک گونه از سرده جگن است.